# Bramy Jerozolimy

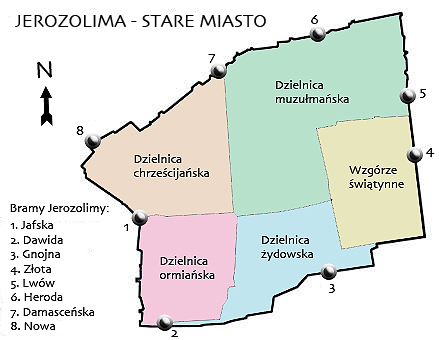
Bramy i dzielnice Jerozolimy

Bramy Jerozolimy – pozwalające na dostanie się do wnętrza Starego Miasta w Jerozolimie zabytkowe wejścia, w przeważającej części pochodzące z czasów tureckiego sułtana Sulejmana Wspaniałego, który w roku 1542 otoczył miasto fortyfikacjami obronnymi, istniejącymi do dziś. Jest ich osiem: od zachodu Brama Jafska, od południa Bramy Dawida i Gnojna, od wschodu Brama Złota (zamknięta) i Lwów, od północy Bramy Heroda, Damasceńska oraz Nowa.

## Brama Jafska

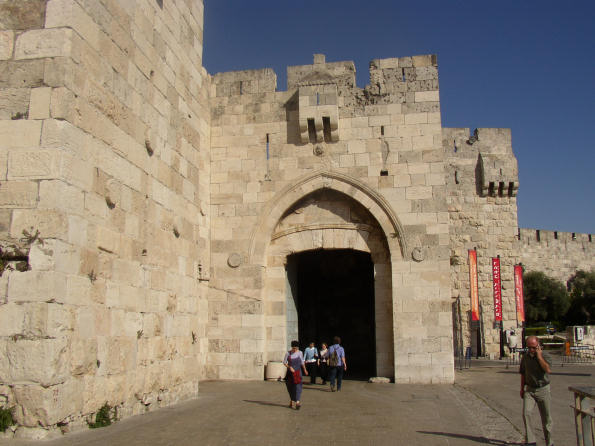
Brama Jafska

Arab. Bab el Khalil, hebr. Szaar Yafo. Brama o budowie zygzakowatej. Właściwa brama została wybudowana w 1588. W 1898 na południe od niej wybito w murach miejskich otwór, by umożliwić cesarzowi Wilhelmowi II wjazd powozem na teren starego miasta. W roku 1917 to właśnie przez tę bramę wkroczył na teren Świętego Miasta angielski generał E. Allenby. W roku 2000 wjechał przez nią papież Jan Paweł II w czasie swojej pielgrzymki jubileuszowej po Ziemi Świętej. Przez Bramę Jafską wchodzi do starego miasta w uroczystym orszaku każdy nowo wybrany Kustosz Ziemi Świętej, najwyższy przełożony franciszkanów sprawujących pieczę nad sanktuariami Palestyny. Arabowie nazywają ją Bramą Przyjaciela, ze względu na kierunek, w którym udawali się przez nią wyjeżdżający – na południe do Hebronu (Makpela), do miasta, w którym znajduje się grób biblijnego patriarchy Abrahama, nazywanego przez Stary Testament i Nowy Testament przyjacielem Boga (por. Iz 41,8c oraz Jk 2,23c). Przez bramę wchodzi się na teren dzielnic chrześcijańskiej i ormiańskiej. Po prawej stronie, wchodząc od Nowego Miasta, znajdują się: Cytadela Dawida, Christian Information Center oraz niewielki izraelski urząd pocztowy. Przez tę bramę wjeżdżają niektóre izraelskie autobusy komunikacji miejskiej z ortodoksyjnymi żydami udającymi się w kierunku Ściany Płaczu.

## Brama Dawida
Arab. Bab Haret al-Jahud, hebr. Szaar Zijon. Bierze swą nazwę od imienia biblijnego króla Dawida, którego domniemany grób tradycja żydowska i muzułmańska, a wcześniej chrześcijańska widzieć chciała w cenotafium ustawionym w synagodze pod salą górną Wieczernika. W średniowieczu nazywana była Bramą Dzielnicy Żydowskiej. Zamknięta po wypędzeniu Żydów przez Jordańczyków w 1948, została otworzona ponownie w 1967. Przez bramę wchodzi się na teren dzielnicy żydowskiej. Po zewnętrznej stronie bramy znajdują się: Wieczernik, niedokończony kościół ormiański Najświętszego Zbawiciela z pozostałościami Domu Kajfasza, klasztor franciszkański Ad Cœnaculum, opactwo benedyktynów niemieckich Hagia Sion oraz szereg cmentarzy chrześcijańskich. W roku 2008 brama została zasłonięta, prowadzone są prace restauracyjne.

## Brama Gnojna
Arab. Bab el-Mughariba, hebr. Szaar Ha-Aszpot. Nazywana też była Bramą Maghrebinów, przez nią bowiem można się było dostać do dzielnicy marokańskiej starego miasta (XVI w.). Brama otwarta jest dla ruchu pieszego i kołowego. To przez nią wchodzą w obręb murów starego miasta ortodoksyjni Żydzi, udający się pod Ścianę Płaczu (hebr. Kotel). W pobliżu Bramy Gnojnej znajdują się pozostałości rzymskiej drogi. Zewnętrzna fasada bramy zwrócona jest ku południowi. Brama znajduje się na linii Doliny Tyropeon przecinającej starą Jerozolimę z północy ku południowi. Nazwa bramy występuje w biblijnej Księdze Nehemiasza (Brama Śmietników w tłum. Biblii Tysiąclecia, por. Ne 2,13). Przez tę bramę wchodzi się na teren dzielnicy żydowskiej.

## Brama Złota

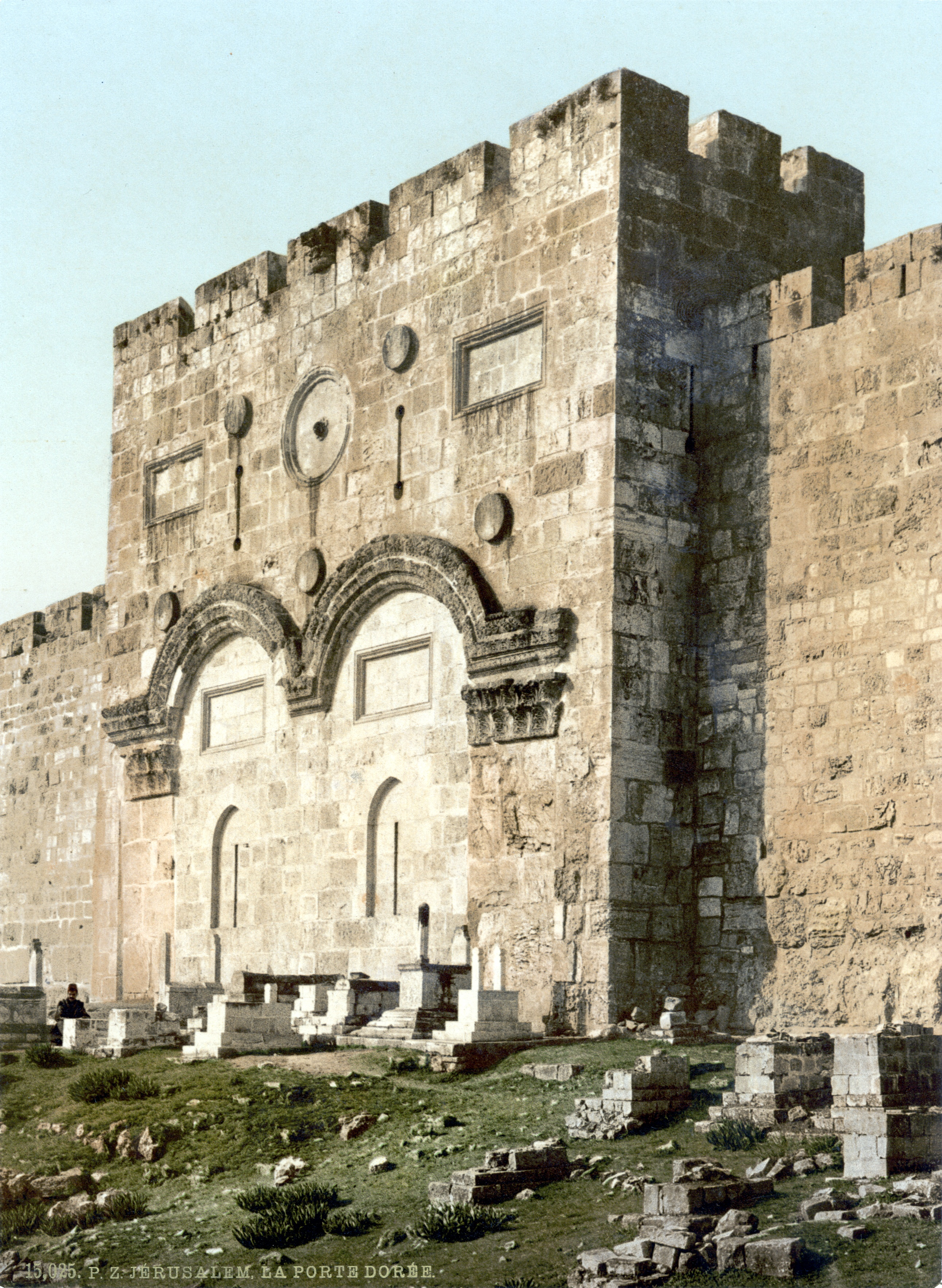
Brama Złota na początku XX w.

Arab. Bab el-Rahmeh, hebr. Szaar Ha-Rahamim. Jedyna prowadząca na teren Wzgórza Świątynnego – Haram esz-Szerif, na którym starożytności wznosiła się żydowska świątynia, sięgająca swymi początkami czasów biblijnego króla Salomona (X w. p.n.e.). Wychodząc przez nią można było dotrzeć do Doliny Cedronu (w tradycji utożsamianej czasem z biblijną Doliną Jozafata), ogrodu Oliwnego i na Górę Oliwną. Istniejąca budowla zachowała niektóre elementy ze starożytnej konstrukcji herodiańskiej. To przez tę bramę, zamurowaną przez krzyżowców lub przez władców osmańskich, wjechał Chrystus tuż przed swoją męką – chrześcijanie obchodzą pamiątkę tego wjazdu w niedzielę palmową każdego roku. W średniowieczu przed Bramą Złotą modlili się Żydzi, podobnie jak to czynią dzisiaj pod Ścianą Płaczu. Mniej więcej od VII wieku datuje się muzułmańska tradycja chowania w jej pobliżu zmarłych. Wyznawcy Islamu, powołując się na surę koraniczną, wierzą, iż to właśnie tutaj będzie miał miejsce eschatologiczny sąd Allaha nad światem. Brama Złota posiada dwa łuki. Północny nazywany jest Łukiem Żalu, południowy Łukiem Miłosierdzia. Zwykło się też nazywać tę zamkniętą bramę do Jerozolimy Bramą Piękną (por. Dz 3,1-8). Do jej budowy, podobnie jak wszystkich innych jerozolimskich bram użyto białego piaskowca. Od zewnętrznej strony bramy znajduje się dzisiaj cmentarz muzułmański.

## Brama Lwów

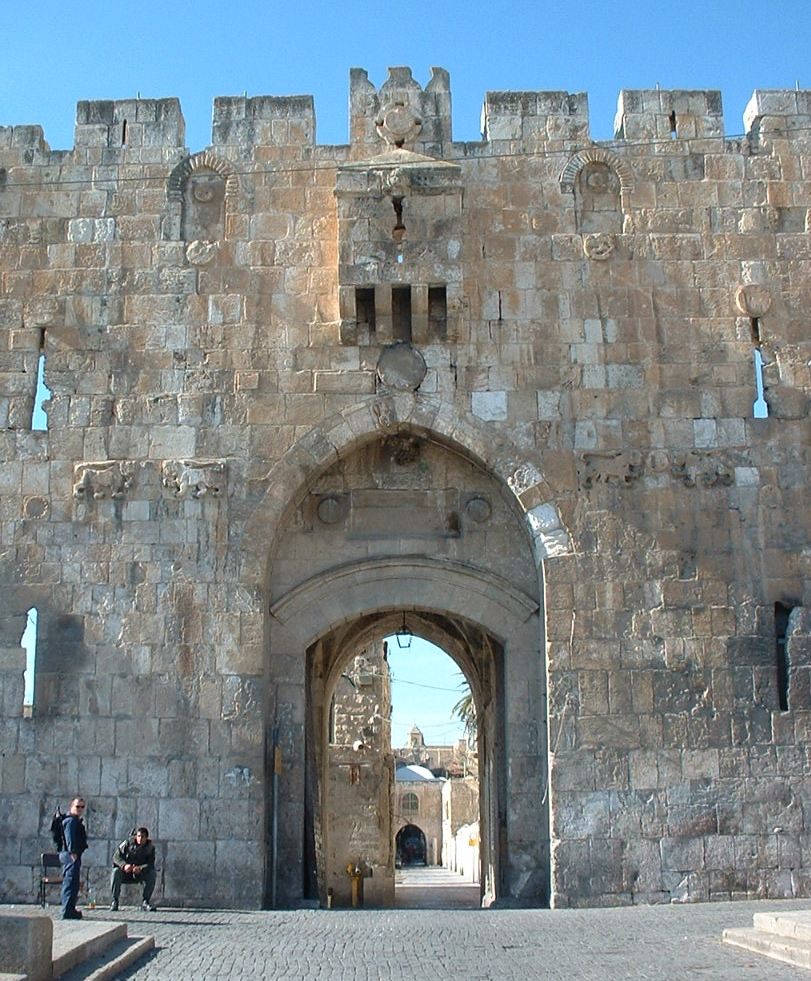
Brama św. Szczepana

Arab. Bab al-Ghor lub Bab Sitti Maryam, hebr. Szaar Ha-Arajot. Jedyna otwarta ku wschodowi brama starej Jerozolimy. Nazwana Bramą Lwów ze względu na symbole rodowe sułtana Bajbarsa umieszczone na jej fasadzie od strony zewnętrznej. Nazwa arabska nawiązuje do tradycyjnego miejsca narodzin Matki Chrystusa, które pokazywane jest w położonym w pobliżu we wnętrzu miasta kościele św. Anny. Chrześcijanie zwykli nazywać ją Bramą św. Szczepana, ukamienowanego poniżej bramy miejskiej w Dolinie Cedronu (por. Dz 7,58). Brama Lwów znajduje się u wylotu El-Mudżahidin Street, jednej z ważniejszych uliczek dzielnicy muzułmańskiej starej Jerozolimy. Od Bramy Lwów schodzi w kierunku Doliny Jozafata Szaar ha-Arajot Street. Przez tę bramę wchodzi na teren starego miasta uroczysta procesja upamiętniająca wjazd Chrystusa do Jerozolimy na osiołku (por. Mk 11,1-11). Przez tę bramę wchodzi się na teren dzielnicy muzułmańskiej.

## Brama Heroda
Arab. Bab as-Zahra, hebr. Szaar Ha-Perahim. Bierze swą nazwę od imienia izraelskiego króla, budowniczego świątyni jerozolimskiej, Heroda Wielkiego. Arabowie nazywają ją Bramą Kwiatów, ze względu na kamienne ozdobniki umieszczone w jej zewnętrznej fasadzie. Brama Heroda znajduje się u wylotu starojerozolimskiej Darwish Street. Od strony zewnętrznej zbiegają się u niej Sultan Sulejman Street, Salah ed-Din Street, Harun er-Rashid Street oraz Ibn Sina Road. Przez tę bramę wchodzi się na teren dzielnicy muzułmańskiej.

## Brama Damasceńska

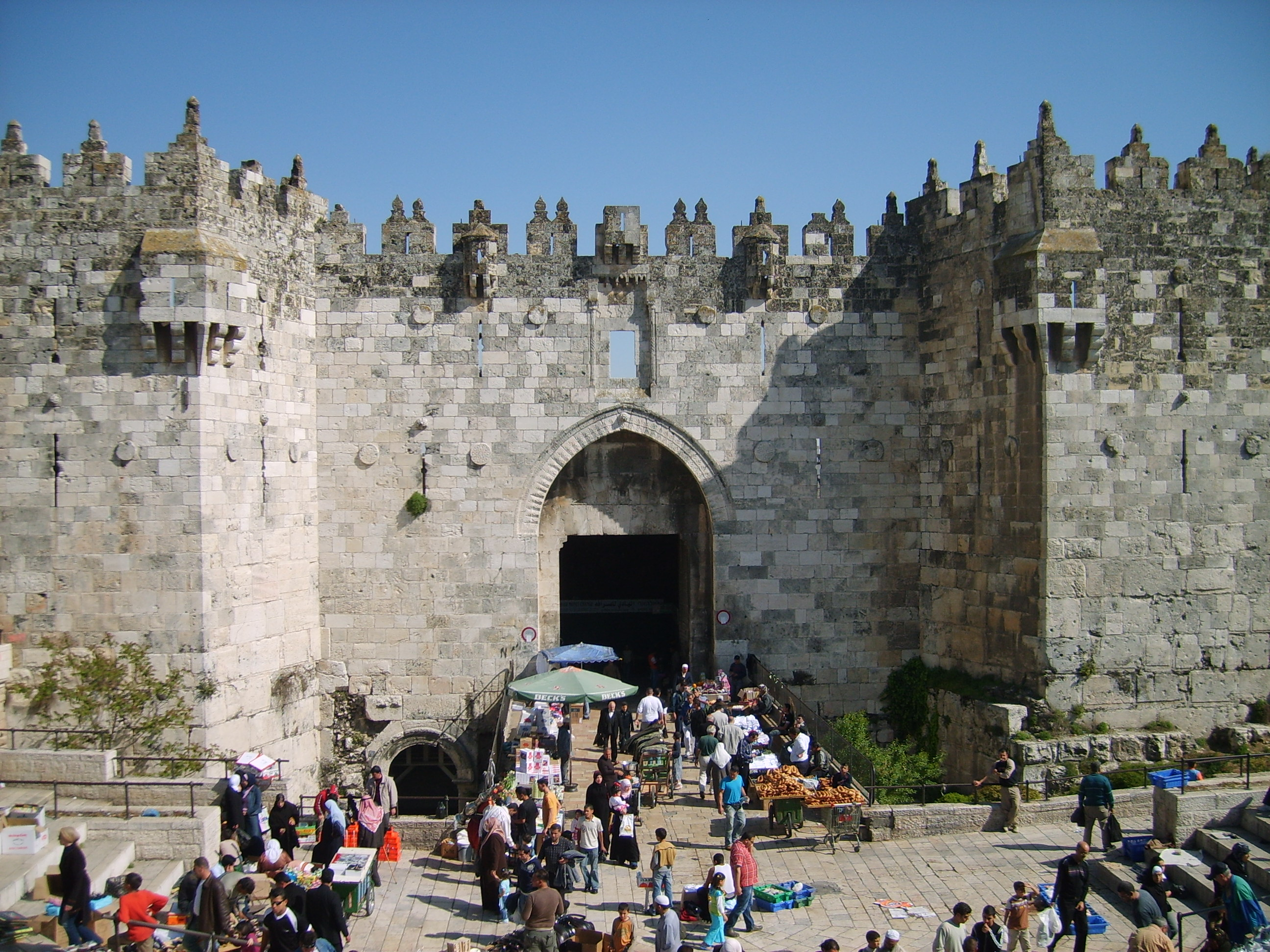
Brama Damasceńska

Arab. Bab al-Hamud, hebr. Szaar Ha-Szechem. Wykopaliska archeologiczne pokazały, że już w 44 r. istniała w tym samym miejscu antyczna brama miejska. Po obu jej stronach, tak jak obecnie, znajdowały się dwie potężne wieże obronne. Zburzone w roku 70 zostały odbudowane razem z bramą około roku 120. Tuż za bramą rozpoczynało się w starożytności rzymskie cardo. Obecna budowla pochodzi z czasów Sulejmana Wspaniałego. Przez kilka stuleci brama ta była oficjalnym wejściem na teren Jerozolimy dla znakomitych gości i pielgrzymów. Ostatnią osobistością przekraczającą ją w uroczystym orszaku był papież Paweł VI, który w roku 1964 przebywał na terenie Bliskiego Wschodu. Podobnie jak Brama Nowa, Brama Damasceńska wychodzi ku północnemu zachodowi. Ku niej zbiegają się ulice arabskiej dzielnicy Salah ed-Din. W starożytności wyruszający przez tę bramę podróżni kierowali się ku Damaszkowi, stąd ogólnie przyjęta przez Europejczyków nazwa bramy. Arabowie nazywają ją Bab al-Hamud, tzn. Bramą Kolumny. W bizantyjskiej Jerozolimie, przedstawionej m.in. na mozaikowej mapie z Madaby, na rzymskim forum, które znajdowało się przed bramą od strony wewnętrznej, usytuowana była duża kolumna. Hebrajska nazwa bramy odwołuje się do nazwy miasta Sychem, do którego można było wyruszyć, wychodząc przez nią z Jerozolimy. Pod bramą przeprowadziła wykopaliska K. Kenyon, odnajdując trzyarkadową bramę z czasów imperatora Hadriana (135 r.). Wykopaliska udostępnione są zwiedzającym. Przez tę bramę wchodzi się na teren dzielnicy muzułmańskiej.

## Brama Nowa
Arab. Bab el-Dżadid, hebr. Szaar He-Hadasz. Otwarta w 1889, by umożliwić lepszą komunikację pomiędzy instytucjami chrześcijańskimi, mającymi swoje siedziby poza murami starego miasta Jerozolimy i klasztorami i patriarchatami dzielnicy chrześcijańskiej. Zamknięta po 1948, została ponownie otwarta w 1967. Brama Nowa wychodzi na ulicę Ha-Zanhanim, ku północnemu zachodowi. Jest bramą otwartą dla ruchu kołowego. W Jerozolimie stale pojawiają się pogłoski o przypuszczalnym zamknięciu Bramy Nowej. Jego powodem ma być zmiana infrastruktury komunikacyjnej miasta – przed bramą ma w niedalekiej przyszłości przejeżdżać kolejka miejska. Po roku 2003 otwarto pod bramą olbrzymi tunel z dwupasmową drogą. Wjazd do tunelu znajduje się pomiędzy Bramą Jafską i północno-zachodnim narożnikiem murów miejskich – ulica Yafo, wyjazd w rozwidleniu ulicy Kheil Ha-Handasa. Przez Bramę Nową wchodzi się na teren dzielnicy chrześcijańskiej. Zaraz po lewej stronie wjazd na teren posesji franciszkańskiego Klasztoru Najświętszego Zbawiciela – głównej siedziby Kustodii Ziemi Świętej.